# Débora Falabella
Débora Lima Falabella (Belo Horizonte, Minas Gerais; 22 de febrer de 1979) és una actriu brasilera.

## Primers anys
Débora va néixer a la ciutat de Belo Horizonte, filla de l'actor Rogério Falabella i de la cantant lírica Maria Olympia. Durant la seva infància es va interessar per la interpretació i va començar a participar en obres de teatre. A quinze anys va estrenar la seva primera obra professional, Flicts, escrita per Ziraldo.
Falabella va continuar actuant en drames. En la seva adolescència, va ser una de les protagonistes de la telenovel·la per a joves Chiquititas. Va viure un temps a l'Argentina, on es va rodar la història.

## Trajectòria
Després de fer-se adulta, va anar a la universitat per estudiar publicitat, però després va abandonar els estudis quan va rebre millors ofertes. En un càsting per a actrius, Falabella va aconseguir la seva entrada a la cadena de televisió brasilera més famosa, Rede Globo, en una de les temporades de la sèrie per a joves Malhação el 1998. Després d'això, l'actriu va tornar a la seva ciutat natal per continuar la seva feina al teatre, i finalment va fer un petit paper a la minisèrie Mulher de 1999.
L'any 2001, Débora es va estrenar a Rede Globo en un paper protagonista, en la telenovel·la Um Anjo Caiu do Céu. El seu talent va impressionar i va ser cridada per unir-se al repartiment principal d'O Clone. Tot i estar envoltada d'actors de renom, la jove va cridar l'atenció per la seva brillant actuació, que li va valer el premi a la millor actriu del programa Domingão Faustão.
Falabella també va començar a protagonitzar pel·lícules com Françoise, per la qual va ser premiada a la millor actriu als Festivals de Gramado i Brasília, i va rebre una menció honorífica al BR River Festival 200; Dois Perdidos numa Noite Suja, una pel·lícula de 2002 dirigida per José Joffily, per la qual va guanyar premis a la millor actriu del Brasil i un trofeu de cinema Candango; 2003 Lisbela e o Prisioneiro, i el 2004 Cazuza amb Daniel de Oliveira. El mateix any també va protagonitzar la comèdia romàntica A Dona da História amb l'actor Rodrigo Santoro, dirigida per Daniel Filho.
A la minisèrie JK va interpretar el paper de Sarah Kubitschek, esposa del president brasiler Juscelino Kubitschek. El 2006 va ser seleccionada per al paper principal a la telenovel·la nominada als Emmy Sinhá Moça. L'any 2007, el director Daniel Filho, la va tornar a cridar per protagonitzar la pel·lícula Primo Basílio, on novament Débora destaca com a actriu.
El 2011, va interpretar a Clarisse, un dels personatges principals de la sèrie guanyadora d'un Emmy, A mulher invisível, i va tornar a protagonitzar amb l'actor Rodrigo Santoro, a les pel·lícules Meu País i Homens do Bem. El 2012, Falabella va tornar a les telenovel·les, protagonitzant la producció televisiva de més èxit, Avenida Brasil rebent diverses nominacions a la millor actriu principal. El 2014, va retratar Ray, la núvia d'un assassí en sèrie, a la sèrie Dupla Identidade, de Glória Perez.

## Vida personal
Falabella té una germana, l'actriu Cynthia Falabella, l'any 2005 es va casar amb Eduardo Hipolitho (més conegut com a Chuck), vocalista del grup Forgotten Boys. Tenen una filla que es diu Nina, l'any 2010 es van separar.